# Placobdella bistriata
Placobdella bistriata är en ringmaskart som beskrevs av Pinto 1920. Placobdella bistriata ingår i släktet Placobdella och familjen broskiglar. Inga underarter finns listade i Catalogue of Life.